# Marceli (Mihăescu)
Marceli, imię świeckie Nicolae Mihăescu (ur. 18 sierpnia 1959 w Pyrlicy) – mołdawski biskup prawosławny.

## Życiorys
Urodził się w rodzinie chłopskiej jako jedno z ośmiorga dzieci. Uzyskał wykształcenie średnie zawodowe, uzyskując kwalifikacje mechanika samochodowego. W 1980, po odbyciu zasadniczej służby wojskowej, zamieszkał w żeńskim monasterze Japca jako świecki pracownik. W latach 1981–1985 uczył się w seminarium duchownym w Odessie. 16 września 1985, jako celibatariusz, przyjął święcenia diakońskie z rąk arcybiskupa kiszyniowskiego i mołdawskiego Jonatana. Trzy lata później nowy metropolita kiszyniowski i mołdawski Serapion przyjął od niego wieczyste śluby mnisze i nadał mu imię zakonne Marceli. Trzy dni później, 6 stycznia 1988, ten sam hierarcha wyświęcił go na hieromnicha. W tym samym roku otrzymał godność igumena, a następnie archimandryty. Od stycznia 1988 do lutego 1989 był proboszczem parafii w Pecești i Scumpia, a następnie powierzono mu obowiązki ekonoma restytuowanego monasteru Căpriana oraz wykładowcy liturgiki i inspektora szkoły duchownej utworzonej przy klasztorze. W październiku 1990, zachowując dotychczasowe stanowiska w seminarium, został proboszczem parafii św. Michała Archanioła w Rybnicy.
W 1997 ukończył studia prawnicze w filii Moskiewskiego Uniwersytetu Zarządzania i Prawa w Bielcach. W 2003 uzyskał również w trybie zaocznym dyplom Kijowskiej Akademii Duchownej.
W 2006 otrzymał nominację na biskupa bieleckiego i făleşteńskiego. Jego chirotonia biskupia odbyła się 11 marca 2007 w soborze Chrystusa Zbawiciela w Moskwie pod przewodnictwem patriarchy moskiewskiego i całej Rusi Aleksego II.
16 maja 2021 został podniesiony do godności arcybiskupa.